# Antonius Mathias Johannes Friedrich Michels
Antonius Mathias Johannes Friedrich (Teun) Michels (Amsterdam, 31 december 1889 – aldaar, 2 augustus 1969) was een Nederlands natuurkundige en hoogleraar aan de Universiteit van Amsterdam.

## Biografie
De in Amsterdam geboren en getogen Michels was de zoon van Jasper Stephanus Michels, hoofd van een lagere school, en Jacoba Johanna Apolonia Vierling; een rooms-katholiek gezin met zeven kinderen.
Na de lagere school en het Sint Ignatiuscollege, waar hij in 1908 zijn eindexamen gymnasium-β deed, haalde hij jaar erop zijn lagere onderwijsakte. In datzelfde jaar, 1909, ging Michels wis- en natuurkunde studeren aan de Universiteit van Amsterdam. Om in onderhoud te voorzien was hij gedurende zijn studietijd leraar op een lagere school.
Op 4 juli 1913 legde hij op dezelfde dag zowel zijn kandidaatsexamen wis- en natuurkunde af als dat in de scheikunde. Op 2 april 1919 behaalde hij zijn doctoraalexamen wis- en natuurkunde, waarna hij meteen aan de slag kon als assistent op de afdeling Thermodynamica van het Natuurkundig Laboratorium. Hij promoveerde op 29 november 1924 cum laude onder begeleiding van Philip Kohnstamm op een dissertatie over "Het nauwkeurig meten van isothermen".
Gedurende zijn promotie zette hij zijn werk als leraar voort, eerst op zijn oude school maar vanaf 1923 op de rooms-katholieke HBS voor meisjes te Amsterdam. In 1929 verkreeg Michels een aanstelling als lector aan de Universiteit van Amsterdam, begin 1939 omgezet in een buitengewoon hoogleraarschap in de experimentele en technische natuurkunde en de medische propedeuse. Pas in 1956 werd hij er benoemd tot gewoon hoogleraar in de experimentele en technische natuurkunde. Vier jaar later ging hij met emeritaat, doch hij bleef tot 1968 aan als adviseur met betrekking tot de bouw van een nieuw natuurkundig laboratorium.

## Werk
Zowel tijdens zijn promotie-onderzoek als daarna voerde Michels veel experimenteel natuurkundige onderzoek in de thermodynamica en dan met name het gedrag van gassen en vloeistoffen onder zeer hoge drukken. Zijn aandacht ging speciaal uit naar het experimenteel toetsen van de theorieën die voortkwamen uit de toestandsvergelijkingen van Nobellaureaat Johannes Diderik van der Waals (1837-1933).
Om de hoge drukken waar hij in de praktijk mee te maken kreeg nauwkeurig te kunnen meten ontwikkelde hij nieuwe meetinstrumentatie, waaronder een roterende drukbalans. Dit verzoek vond aanvankelijk plaats in een noodgebouwtje, pas vanaf 1935 kreeg hij de beschikking over een nieuw laboratorium (het latere Van der Waalslaboratorium).
Ook internationaal was Michels actief. Zo was hij betrokken bij de oprichting van het Institute for Molecular Physics aan de Universiteit van Maryland. Naast zijn ambt als buitengewoon hoogleraar kreeg Michels (tot 1956) ook een nevenaanstelling als professor aan deze Amerikaanse universiteit.